# 礁棲軟雀鯛
礁棲軟雀鯛，為輻鰭魚綱鱸形目鱸亞目擬雀鯛科的其中一種，分布於西印度洋葛摩、馬達加斯加北部及塞席爾群島海域，深度0-18公尺，體長可達3.1公分，為熱帶海水魚，棲息在珊瑚礁水域，生活習性不明。

## 擴展閱讀
維基物種上的相關：礁棲軟雀鯛